# ヴェルナー・アーバー
ヴェルナー・アーバー（Werner Arber, 1929年6月3日 - ）は、スイスの微生物学者、遺伝学者。1978年、制限酵素の発見の業績により、アメリカ合衆国の微生物学者のハミルトン・スミス、ダニエル・ネイサンズと共に、ノーベル生理学・医学賞を受賞した。制限酵素の発見は組み換えDNAの技術に発展を齎した。

## 来歴
1949年から1953年まで、スイス連邦工科大学チューリッヒ校で化学と物理学を学ぶ。1953年末、ジュネーヴ大学で電子顕微鏡法の助手手当を受けるも、しばらくして電子顕微鏡法から離れ、バクテリオファージの研究に移り欠損ラムダプロファージ変種に関する論文を執筆する。1958年、ジュネーヴ大学で博士号を取得した。
その後、1958年の夏に渡米し、南カリフォルニア大学でジョー・ベルターニとファージ遺伝学の研究に携わった。1959年末、ジュネーヴ大学からオファーを受け1960年初頭に帰国。カリフォルニア大学バークレー校でギュンター・ステント、スタンフォード大学でジョシュア・レダーバーグ、マサチューセッツ工科大学でサルバドル・ルリアにそれぞれ師事した「非常に実り多き数週間」を過ごした直後の出来事であった。
ジュネーヴ大学に戻ると、アーバーは物理学研究所の地下の研究室で研究の傍ら、多くの優秀な大学院生やポスドク研究員を育てた。1965年、ジュネーブ大学の分子遺伝学員外教授に昇格。その後、1年間カリフォルニア大学バークレー校分子生物学科客員教授を務め、1971年にバーゼル大学に移った。バーゼル大学では新設されたばかりのバイオセンターに勤めた。バイオセンターは生物物理学科、生物化学科、微生物学科、構造生物学科、細胞生物学科、薬学科が拠点を置いており、学際的研究を促す目的で建設された。
現在、アーバーは結婚し、2人の娘を持つ。